# 吕嘉 (指挥家)
吕嘉（1964年—），意大利指挥家。
吕嘉生于上海的一个音乐世家，幼年学习钢琴和大提琴，后进入中央音乐学院师从郑小瑛学习指挥，24岁时入读德国柏林艺术大学，1990年在意大利特伦托获“安东尼奥·佩德罗蒂国际指挥大赛”第一名。
1991年，年仅26岁的吕嘉被任命为意大利的里雅斯特歌剧院的音乐总监，1991至1995年间任该剧院首席指挥。吕嘉先后就职过的乐团有：北雪平交响乐团（1999－2005年）、澳门乐团（2008年－2022年）、国家大剧院管弦乐团（2012年－），2017年接替陈佐湟，任国家大剧院音乐艺术总监。2007年，吕嘉在意大利佩萨罗罗西尼歌剧节上指挥的《贼鹊》被评为当年“最佳歌剧”。